# Thomas Uhrskov
Thomas Uhrskov (født 9. juli 1958 i København) er en dansk skientusiast. Han er mest kendt for sit program "På Ski", "På Ski, Igen" og "På Ski Igen, Igen" på TV 2. Han har også lavet en serie af ski programmer for DK4 "På Ski Igen Igen, igen". Derudover har han også lavet flere skifilm som f.eks. "Bøj Hjernen", "Kærligheden, Æbletræet og Det Glade Skiløb" og han har også lavet nogle få bøger.
Han har været udvekslingsstudent i USA gennem YFU og er uddannet journalist, men det er på grund af skiprogrammerne, han har opnået størst berømmelse. 
Han er desuden fra 2013 medvært på programserien "Frihuset" på TV2 Fri.
I oktober 2015 vil der blive vist en række programmer på TV 2 lavet af Thomas Uhrskov og Rasmus DJ. Programmerne kommer til at hedde "På Ski 2.0".